# آدام رینر
آدام رینر (انگلیسی: Adam Rayner؛ زادهٔ ۲۸ اوت ۱۹۷۷) یک هنرپیشه اهل بریتانیا است.
از مشهورترین آثار او می‌توان به سریال‌های دکتر هو، ستمگر و فیلم عشق و بلایای دیگر اشاره نمود.